# Woquard
Woquard ist eine Ortschaft in der Gemeinde Krummhörn in Ostfriesland (Niedersachsen). Der Ort mit 181 Einwohnern (Stand 31. Dezember 2024) liegt zwischen den Ortsteilen Pewsum und Groothusen.

## Geschichte

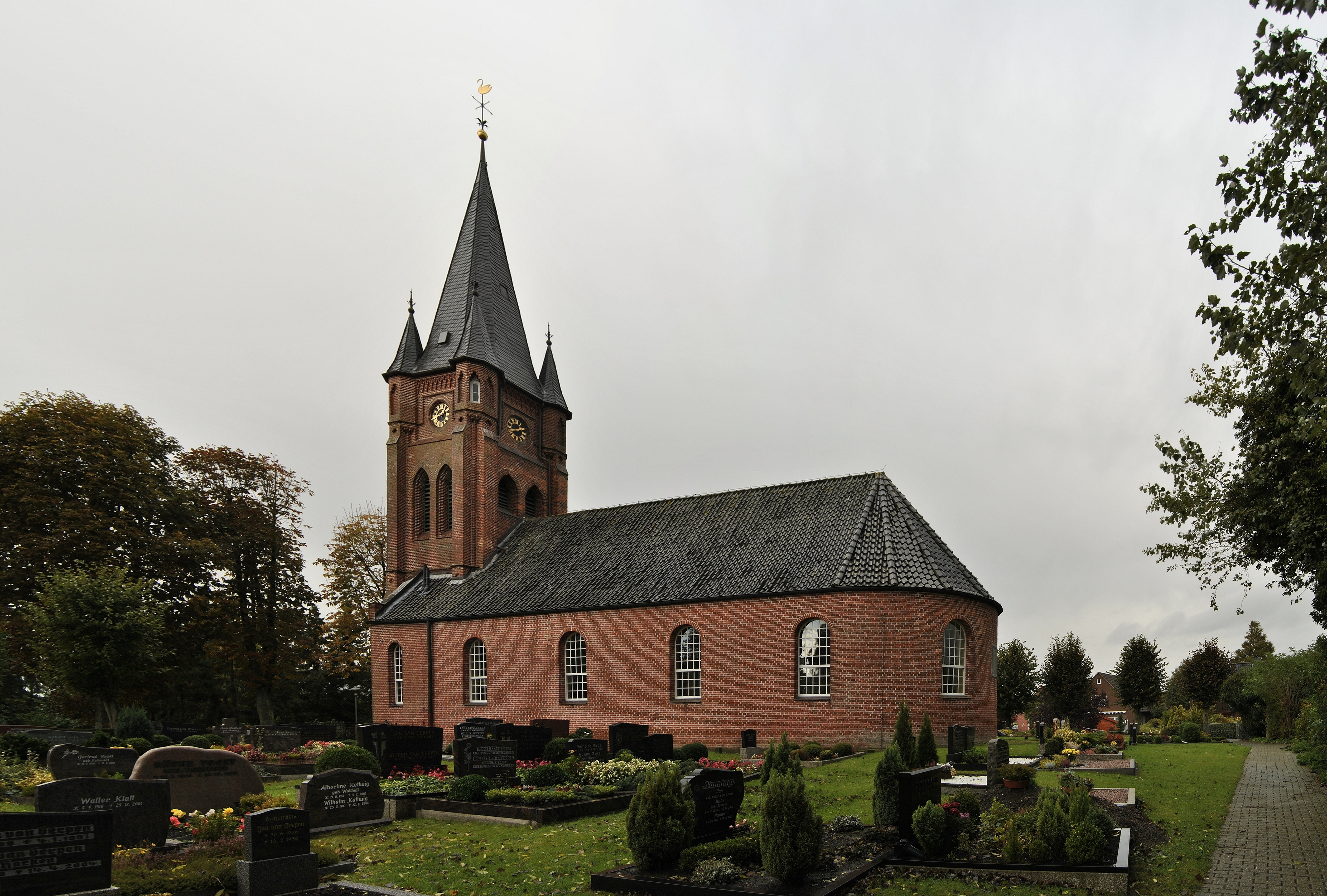
Lutherische Marienkirche in Woquard

Im Jahre 1362 wurde der Ort unter dem Namen Wachtwert das erste Mal erwähnt. Insbesondere das Wappen der Ortschaft Woquard erzählt viel über die Geschichte des Ortes. Die Farben blau und gelb, die sich im Wappen befinden, weisen auf das schwedische Königshaus hin und erinnern an Gräfin Katharina der Frau von Edzard II. Das Dorf gehörte seiner Zeit zu ihrer Morgengabe. Der Löwe gehört zum Häuptlingswappen der Manninga, die Lilie aus dem Helmzier der Grafenfamilie Cirksena, der Stern kann mit dem alten Norderwappen in Verbindung gebracht werden. Die Redensart „Wokert is ’n Rad“ (Woquard ist ein Rad) bezieht sich auf die Wege des Dorfes, die wie Speichen eines Rades zur Kirche. Die Kirche wurde im Jahr 1789 errichtet und ist damit eine der jüngsten in Krummhörn. Dennoch befinden sich in dieser Kirche die ältesten Glocken in Ostfriesland. Auf der Westseite der Kirche soll sich früher eine Burg befunden haben, die aber durch einen Pewsumer Häuptling zerstört wurde.
1744 fiel Woquard wie ganz Ostfriesland an Preußen. Die preußischen Beamten erstellten 1756 eine statistische Gewerbeübersicht für Ostfriesland. In jenem Jahr gab es in Woquard nur sechs Kaufleute und Handwerker, womit der kleine Ort schon damals deutlich im Schatten des größeren Nachbarortes Pewsum blieb. In Woquard waren zwei Schneider und jeweils ein Zimmermann, Schuster und Maurer ansässig. Der Kaufmann handelte mit Salz, Seife, Mehl und Gewürz.
Jahrhundertelang waren die natürlichen Tiefs und die Entwässerungskanäle, die die Krummhörn in einem dichten Netz durchziehen, der wichtigste Verkehrsträger. Über Gräben und Kanäle waren nicht nur die Dörfer, sondern auch viele Hofstellen mit der Stadt Emden und dem Hafenort Greetsiel verbunden. Besonders der Bootsverkehr mit Emden war von Bedeutung. Dorfschiffer übernahmen die Versorgung der Orte mit Gütern aus der Stadt und lieferten in der Gegenrichtung landwirtschaftliche Produkte: „Vom Sielhafenort transportierten kleinere Schiffe, sog. Loogschiffe, die umgeschlagene Fracht ins Binnenland und versorgten die Marschdörfer (loog = Dorf). Bis ins 20. Jahrhundert belebten die Loogschiffe aus der Krummhörn die Kanäle der Stadt Emden.“
Torf, der zumeist in den ostfriesischen Fehnen gewonnen wurde, spielte über Jahrhunderte eine wichtige Rolle als Heizmaterial für die Bewohner der Krummhörn. Die Torfschiffe brachten das Material auf dem ostfriesischen Kanalnetz bis in die Dörfer der Krummhörn, darunter auch nach Woquard. Auf ihrer Rückfahrt in die Fehnsiedlungen nahmen die Torfschiffer oftmals Kleiboden aus der Marsch sowie den Dung des Viehs mit, mit dem sie zu Hause ihre abgetorften Flächen düngten.
Im April 1919 kam es zu sogenannten „Speckumzügen“ Emder Arbeiter, an die sich Landarbeiterunruhen anschlossen. Zusammen mit dem Rheiderland war der Landkreis Emden der am stärksten von diesen Unruhen betroffene Teil Ostfrieslands. Arbeiter brachen in geschlossenen Zügen in die umliegenden Dörfer auf und stahlen Nahrungsmittel bei Bauern, wobei es zu Zusammenstößen kam. Die Lage beruhigte sich erst nach der Entsendung von in der Region stationierten Truppen der Reichswehr. Als Reaktion darauf bildeten sich in fast allen Ortschaften in der Emder Umgebung Einwohnerwehren. Die gemeinsame Einwohnerwehr Pewsums, Woquards und Groothusens war die nach Kopfzahl stärkste im Landkreis Emden und umfasste 140 Personen. Diese verfügten über 40 Waffen. Aufgelöst wurden die Einwohnerwehren erst nach einem entsprechenden Erlass des preußischen Innenministers Carl Severing am 10. April 1920.
Die Kreisbahn Emden–Pewsum–Greetsiel, an der Woquard einen Haltepunkt hatte, wurde im Mai 1963 eingestellt und nachfolgend abgebaut.
Am 1. Juli 1972 wurde Woquard in die neue Gemeinde Krummhörn eingegliedert.